# David B. Robinson
David Brooks Robinson (ur. 26 października 1939 w Alexandrii, Luizjana) – amerykański wojskowy, wiceadmirał Marynarki Wojennej Stanów Zjednoczonych.

## Życiorys
David B. Robinson urodził się 26 października 1939 roku w Alexandrii w Luizjanie. 7 lipca 1959 roku rozpoczął kształcenie w Akademii Marynarki Wojennej Stanów Zjednoczonych w Annapolis. 5 czerwca 1963 roku uzyskał stopień chorążego, a od lipca tego samego roku do lutego 1965 roku służył na pokładzie niszczyciela USS Stormes.
W wieku 30 lat został wysłany do Wietnamu, gdzie od listopada 1969 do marca 1971 roku był dowódcą kanonierki patrolowej USS Canon, a od marca do października 1971 roku dowódcą USS Ready. Dowodząc USS Canon, Robinson został odznaczony przez Prezydenta Stanów Zjednoczonych Krzyżem Marynarki Wojennej za akcję, która miała miejsce 11 sierpnia 1970 na rzece Bồ Đề w prowincji Cà Mau. Wówczas to USS Canonn znalazł się pod równoczesnym ostrzałem blisko czterdziestu sił wroga ukrytych na obu brzegach rzeki. Pomimo odniesionych obrażeń, Robinson kierował ogniem z okrętu, dopóki atak nie został odparty. Po bitwie okręt został bezpiecznie zacumowany w bazie morskiej znajdującej się na dalszym odcinku rzeki.
Od października 1971 do lipca 1974 roku pełnił funkcję doradcy Przewodniczącego Połączonych Szefów Sztabów. W okresie październik 1974–kwiecień 1976 Robinson służył jako oficer na fregacie rakietowej USS Dale. Od kwietnia 1976 do lipca 1978 dowodził niszczycielem typu Farragut USS Luce. Następnie od stycznia 1983 do lipca 1984 pod jego komendą znajdował się krążownik rakietowy USS Richmond K. Turner.
Jako oficer flagowy, w okresie od lipca 1988 do sierpnia 1989 roku, dowodził Carrier Strike Group 8. W okresie od grudnia 1991 do stycznia 1993 roku zastępca naczelnego dowódcy i szefa sztabu Floty Pacyfiku Stanów Zjednoczonych. W kwietniu 1993 roku Robinson został awansowany do stopnia wiceadmirała i objął dowództwo nad nawodnymi siłami okrętowymi Floty Pacyfiku.

## Życie prywatne
David Robinson poślubił 1 sierpnia 1964 roku w Denton Juliet Gene Kirkpatrick (ur. 22 marca 1940, zm. 12 października 2005). Mieli dwóch synów i pięcioro wnucząt.

## Odznaczenia
(na podstawie materiału źródłowego:)
- Medal Departamentu Obrony za Wybitną Służbę
- Medal Marynarki Wojennej za Wybitną Służbę i wiele innych